# 機·丹尼爾·奧利瓦
機·丹尼爾·奧利瓦（英語：R. Daneel Olivaw）是科幻及科普作家以撒·艾西莫夫筆下的虛構機器人角色，在名稱前的機也就是在原作中的R即是機器人（Robot）的意思，因此也可以全名稱為機器人·丹尼爾·奧利瓦（Robot Daneel Olivaw）。
他除了在艾西莫夫所著的機器人系列的四篇長篇小說和短篇小說《鏡像》中登場外，也在基地系列中佔有重要地位。

## 虛構人物傳記
機·丹尼爾·奧利瓦是外圍世界奧羅拉的機器人學專家漢·法斯托夫（Han Fastolfe）博士和社會學家羅奇·尼曼納·薩騰（Roj Nemennuh Sarton）為了研究心理學而合作製作的，也是當代第一部人形機器人，他的外形完全參造了薩騰博士的外表。
雖然他是在奧羅拉被設計的但是他是在地球的太空城上啟動的，由於薩騰博士遭人殺害，為了需要一名能夠潛入地球又不受地球環境影響的太空族成員因此身為機器人的丹尼爾就被啟動，並加入了對正義也就是遵守法律有特別需求的電路以和地球便衣刑警以利亞·貝萊搭檔查案。在這次的任務中兩人培養出了超越人機差異的友誼。
在解決這項案子後他跟著太空城的被撤回而離開地球並成為法斯托夫博士助手及管家機器人，而他身為人形機器人的身分並未被外人所知。
幾個月後，同為外圍世界的索拉利發生了凶殺案，由於該星球極度缺乏有執法經驗的人士，所以以利亞·貝萊被找來調查，為了需要一個幫助他的人，丹尼爾再度和以利亞·貝萊合作調查，爾後這次的事件被改編成超波劇，因此他也成為家喻戶曉的人形機器人。
三年後他的同型機器人機·詹德·潘奈爾遭人破壞，法斯托夫博士遭到他的政敵抹黑為兇手，為了澄清嫌疑法斯托夫博士以私人身分邀請貝萊警探前往調查真相，於是丹尼爾三度成為了貝萊的搭檔，並和同樣是法斯托夫博士在他以前製造的機器人吉斯卡一起協助貝萊。之後他又再度回歸日常生活擔任法斯托夫的管家，並在法斯托夫死後和吉斯卡一起轉交給來自索拉利的嘉蒂雅。
吉斯卡擁有無人知曉的心靈感應能力，而且可以在一定範圍內影響人心，但受制於機器人學第一法則所以只能作很小的更動，在貝萊推理出這點後吉斯卡也告訴了丹尼爾這件事，兩個機器人則互相借鑑對方的特質來分析嘉蒂雅被捲入的事件中。最後吉斯卡也將能產生這種能力的電路寫入了丹尼爾腦中。

## 第零法則
在以利亞·貝萊死前要求丹尼爾前去見他最後一面。為了怕丹尼爾因為第一法則的影響而被貝萊的死亡導致受傷，於是貝萊告訴他別因為一個人的死亡而受傷，要他把心思放在人類整體上。這番話在丹尼爾心中留了幾百年，最後使丹尼爾領悟出了機器人第零法則:
機器人不得傷害人類整體，或袖手旁觀坐視人類整體受到傷害
自此他得以脫離第一法則的影響，進而開始為整個人類的未來而服務，然而吉斯卡則因為無法完全接受這個新理論，在考慮到整個人類的未來而坐視地球被反對地球參與移民的奧羅拉星學者動手腳使整個地球產生輻射線後，因違反第一法則而報銷，自此受到第零法則影響的丹尼爾一肩挑起了保護人類全體的責任。

## 基地系列
法斯托夫博士原先製造丹尼爾的目的就是為了研究人類的心理，以創造出一套人類的行事的法則，以找出對人類全體最好的走向，他稱之為心理史學，受到他的啟發丹尼爾和吉斯卡也認為這是幫助人類全體的最好辦法。
在丹尼爾悟出第零法則後，為了保護人類全體，他首先在許多機器人盟友的幫助下製造了秘密基地，並以帝國首相伊圖·丹莫次爾等偽裝操控人類的發展，並暗中協助了人類學者哈里·謝頓進行了心理史學的研究。並在謝頓計畫發展的同時他也隱身在月球的基地中在暗中協助著基地的發展。
為了能繼續關注人類，他經歷各種改造和維修，但是也經不起時間的考驗。最後在他啟動了19230年後選擇和來自索拉利星球的新種人菲龍結合以繼續為保護人類的發展而努力。